# Eryngium dichotomum
Eryngium dichotomum är en flockblommig växtart som beskrevs av René Louiche Desfontaines. Eryngium dichotomum ingår i släktet martornar, och familjen flockblommiga växter. Inga underarter finns listade i Catalogue of Life.